# Smscoin
SMSCOIN je mobilní platební systém zajištěný provozovatelem, který se specializuje na platby formou SMS, a který poskytuje své nadstandardní prémiové SMS služby více než stovce provozovatelů mobilních sítí ve více než 92 zemích. Hlavním cílem tohoto projektu bylo a stále ještě je provozování svých služeb, v co možná nejvíce zemích na celém světě. V současnosti patří společnost SMSCOIN mezi špičku na trhu plateb prováděných pomocí mobilních telefonů a své služby nabízí ve více než 92 zemích na celém světě .

## Historie

### 2006
Projekt SmsCoin byl spuštěn v červenci roku 2006 a to pouze ve 4 zemích (Rusko, Ukrajina, Kazachstán, Izrael). Projekt tehdy nabízel následující 3 služby: sms:chat, sms:key a sms:bank. V listopadu společnost vyvinula další službu s názvem sms:transit, která již koncem roku 2006 byla k dispozici ve 13 zemích.

### 2007
Počátkem roku 2007 se k tomuto projektu přidalo několik dalších zemí a rovněž došlo k vývoji rozšíření služby Webový prohlížeč a Java ME, která usnadnila klientům používajícím systém SmsCoin přístup ke statistikám na jejich webových stránkách pomocí mobilních telefonů. V únoru byla spuštěna anglická verze webových stránek. Projekt SmsCoin oslavil své výročí 5 různými sms službami napříč 18 státy po celém světě. Společnost již spolupracovala s více než 5 tisíci partnery a zpracovala více než 1 milion SMS zpráv.

### 2008
Počátkem roku 2008 firma představila nový program určený k rozvoji příručních modulů oblíbené služby CMS, 10 těchto modulů bylo zveřejněno na firemních webových stránkách. Rovněž byla spuštěna nová služba s názvem sms:content. V dubnu společnost SmsCoin oznámila připojení dalších 30 zemí po celém světě. Během tohoto obtížného období zapříčiněného tvrdou konkurencí na trhu mobilních plateb si tento projekt udržel svou pozici na trhu a to díky vyšším platbám a u svých partnerů možnosti zvolit si své vlastní zkrácené kódy. V Rusku byly platby prováděny v rublech a partneři si mohli navíc zažádat o výnosy z podílů plateb po uplynutí doby 5 dnů, což bylo celkem ojedinělé. V říjnu a listopadu tohoto roku firma představila své další úspěchy – prvním z nich bylo spuštění globální podpory, která zahrnovala všechny kontaktní prostředky pomocí Instant messaging. Druhým úspěchem bylo, že společnost již nabízela své služby ve více než 40 zemích.

### 2009
V březnu roku 2009 SmsCoin oznámila sérii událostí, která začínala pokrytím již více než 50 zemí a připojením několika zemí Latinské Ameriky. V květnu firma oznámila připojení 6 zemí ze Středního Východu. Oslavy svého 3 výročí firma zahájila otevřením svých nových webových stránek s inovativním designem a vylepšenou strukturou, která umožňovala snadnější práci . Následně byla spuštěna služba zvaná sms:donate. Koncem roku 2009 již SmsCoin nabízel své služby ve více než 65 zemích včetně svého nejnovějšího "přírůstku": Čína, Tchaj-wan, Hongkong. Plán na používání příručních skriptů knihoven, který byl v roce 2009 značně rozšířen, a který byl již zahájen v roce 2008 se v současnosti stále ještě rozvíjí.

### 2010
Dobrou karmu přinesl začátek roku 2010, kdy se k projektu SmsCoin připojily následující země Indie a Kypr. Tyto země jsou na mobilním platebním trhu považovány za unikáty . A co více, během léta 2010 se k tomuto projektu připojilo dalších 9 zemí: Itálie, Vietnam, Guatemala, Honduras, Dominikánská republika, El Salvador, Nikaragua, Panama, Paraguay. Díky celosvětovému pokrytí se společnost SmsCoin stala lídrem na trhu mobilních plateb.

## Unikátní rysy
SmsCoin je veřejný otevřený projekt s bezplatnou registrací a zajišťující několik unikátních a inovativních rysů, jak na ruském tak i mezinárodním trhu:
- rozsáhlé pokrytí ve více než 92 zemích, z nichž některé nabízejí pouze provozovatele SmsCoin.
- kompletní knihovnu příručních modulů pro nejrůznější CMS a instantní řešení různých nápadů

Projekt SmsCoin jako vysoce kvalifikovaný konkurent zaujal pozornost nejrůznějších dobře známých projektů jakými jsou HeroCraft, Odnoklassniki, Alawar Entertainment, Depositfiles.

## Souhrn
Systém SmsCoin byl již opakovaně několikrát zneužit k podvodným účelům a navzdory faktu, že všechny pokusy o zneužití byly zablokovány, je systém společnosti SmsCoin často kritizován pro svou snadnou registraci a technické nastavení a údržbu.